# Cyperus mogadoxensis
Cyperus mogadoxensis är en halvgräsart som beskrevs av Emilio Chiovenda. Cyperus mogadoxensis ingår i släktet papyrusar, och familjen halvgräs. Inga underarter finns listade i Catalogue of Life.